# Réaup-Lisse
Pour les articles homonymes, voir Lisse.
Réaup-Lisse est une commune du Sud-Ouest de la France, située dans le département de Lot-et-Garonne (région Nouvelle-Aquitaine).

## Géographie

### Localisation
Commune située dans les landes de Lot-et-Garonne, limitrophe du département des Landes.

### Communes limitrophes
Les communes limitrophes sont Andiran, Arx, Barbaste, Boussès, Durance, Mézin, Nérac, Poudenas et Sos.
| Durance, Boussès (par un quadripoint) | Barbaste    | Nérac   |
| Arx (Landes)                          | Réaup-Lisse | Andiran |
| Sos                                   | Poudenas    | Mézin   |

### Hydrographie
Elle est bordée par la Gélise à l'est et la Gueyze au nord-ouest.

### Climat
Le climat qui caractérise la commune est qualifié, en 2010, de « climat du Bassin du Sud-Ouest », selon la typologie des climats de la France qui compte alors huit grands types de climats en métropole. En 2020, la commune ressort du type « climat océanique altéré » dans la classification établie par Météo-France, qui ne compte désormais, en première approche, que cinq grands types de climats en métropole. Il s’agit d’une zone de transition entre le climat océanique et les climats de montagne et semi-continental. Les écarts de température entre hiver et été augmentent avec l'éloignement de la mer. La pluviométrie est plus faible qu'en bord de mer, sauf aux abords des reliefs.
Les paramètres climatiques qui ont permis d’établir la typologie de 2010 comportent six variables pour les températures et huit pour les précipitations, dont les valeurs correspondent à la normale 1971-2000. Les sept principales variables caractérisant la commune sont présentées dans l'encadré ci-après.
| Paramètres climatiques communaux sur la période 1971-2000 - Moyenne annuelle de température : 13,2 °C - Nombre de jours avec une température inférieure à −5 °C : 2,2 j - Nombre de jours avec une température supérieure à 30 °C : 8,6 j - Amplitude thermique annuelle : 14,9 °C - Cumuls annuels de précipitation : 840 mm - Nombre de jours de précipitation en janvier : 11,3 j - Nombre de jours de précipitation en juillet : 6,8 j |

Avec le changement climatique, ces variables ont évolué. Une étude réalisée en 2014 par la Direction générale de l'Énergie et du Climat complétée par des études régionales prévoit en effet que la  température moyenne devrait croître et la pluviométrie moyenne baisser, avec toutefois de fortes variations régionales. La station météorologique de Météo-France installée sur la commune et mise en service en 1952 permet de connaître en continu l'évolution des indicateurs météorologiques. Le tableau détaillé pour la période 1981-2010 est présenté ci-après.
| Mois                                  | jan.           | fév.           | mars         | avril           | mai           | juin         | jui.           | août         | sep.        | oct.          | nov.           | déc.            | année    |
| ------------------------------------- | -------------- | -------------- | ------------ | --------------- | ------------- | ------------ | -------------- | ------------ | ----------- | ------------- | -------------- | --------------- | -------- |
| Température minimale moyenne (°C)     | 2              | 2,2            | 4,3          | 6,1             | 9,9           | 13           | 14,9           | 14,8         | 12          | 9,4           | 5,1            | 2,7             | 8,1      |
| Température moyenne (°C)              | 5,8            | 6,8            | 9,7          | 11,8            | 15,8          | 19,1         | 21,4           | 21,3         | 18,3        | 14,4          | 9,1            | 6,2             | 13,3     |
| Température maximale moyenne (°C)     | 9,6            | 11,4           | 15,1         | 17,6            | 21,6          | 25,3         | 27,9           | 27,8         | 24,5        | 19,4          | 13,2           | 9,8             | 18,6     |
| Record de froid (°C) date du record   | −18 16.01.1985 | −23 15.02.1956 | −10 01.03.05 | −5,5 13.04.1958 | −1 03.05.1967 | 3 12.06.1956 | 5,5 07.07.1955 | 5 30.08.1986 | 2 20.09.05  | −5 09.10.1956 | −11 25.11.1956 | −12 25.12.1962  | −23 1956 |
| Record de chaleur (°C) date du record | 20 16.01.1955  | 26 27.02.19    | 27 20.03.05  | 30,5 09.04.11   | 36 30.05.01   | 40 22.06.03  | 40,3 23.07.19  | 41 26.08.10  | 37 12.09.16 | 33,5 05.10.04 | 26 07.11.15    | 21,5 15.12.1989 | 41 2010  |
| Précipitations (mm)                   | 72,1           | 63,2           | 61           | 83,4            | 79,4          | 70,9         | 51,4           | 66,6         | 61,5        | 79            | 82,2           | 78,1            | 848,8    |

Le 23 août 2023, en marge de l'épisode caniculaire qui frappe l'Europe, Réaup-Lisse bat le record historique de température maximale en Lot-et-Garonne, avec 42,4 °C.

## Urbanisme

### Typologie
Au 1er janvier 2024, Réaup-Lisse est catégorisée commune rurale à habitat très dispersé, selon la nouvelle grille communale de densité à sept niveaux définie par l'Insee en 2022.
Elle est située hors unité urbaine. Par ailleurs la commune fait partie de l'aire d'attraction de Nérac, dont elle est une commune de la couronne,. Cette aire, qui regroupe 17 communes, est catégorisée dans les aires de moins de 50 000 habitants,.

### Occupation des sols

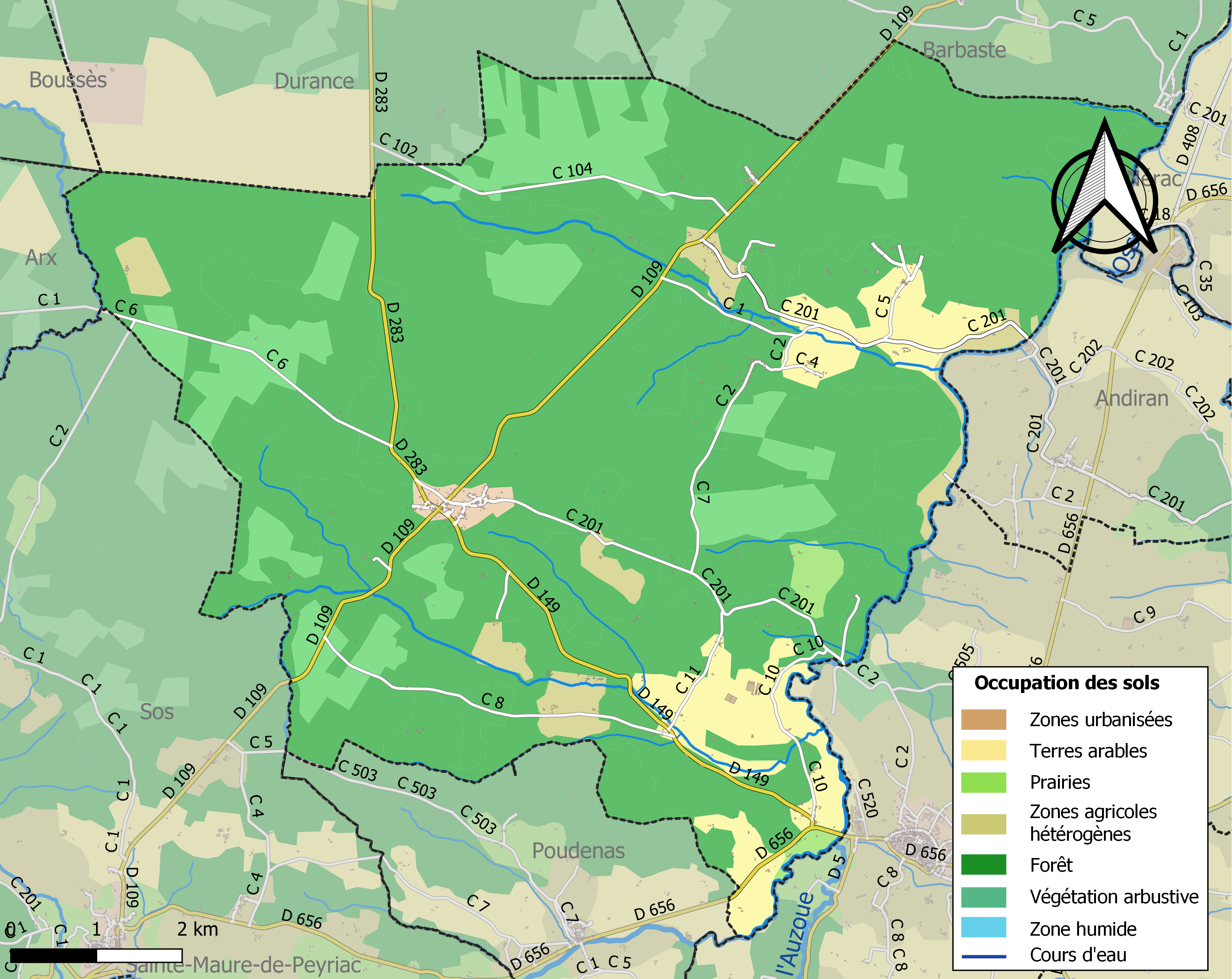
Carte des infrastructures et de l'occupation des sols de la commune en 2018 (CLC).

L'occupation des sols de la commune, telle qu'elle ressort de la base de données européenne d’occupation biophysique des sols Corine Land Cover (CLC), est marquée par l'importance des forêts et milieux semi-naturels (88,5 % en 2018), en diminution par rapport à 1990 (89,4 %). La répartition détaillée en 2018 est la suivante : 
forêts (77,2 %), milieux à végétation arbustive et/ou herbacée (11,3 %), terres arables (6,8 %), zones agricoles hétérogènes (3,2 %), prairies (0,8 %), zones urbanisées (0,6 %). L'évolution de l’occupation des sols de la commune et de ses infrastructures peut être observée sur les différentes représentations cartographiques du territoire : la carte de Cassini (XVIIIe siècle), la carte d'état-major (1820-1866) et les cartes ou photos aériennes de l'IGN pour la période actuelle (1950 à aujourd'hui).

### Risques majeurs
Le territoire de la commune de Réaup-Lisse est vulnérable à différents aléas naturels : météorologiques (tempête, orage, neige, grand froid, canicule ou sécheresse), inondations, feux de forêts, mouvements de terrains et séisme (sismicité très faible). Il est également exposé à un risque technologique, le transport de matières dangereuses. Un site publié par le BRGM permet d'évaluer simplement et rapidement les risques d'un bien localisé soit par son adresse soit par le numéro de sa parcelle.

#### Risques naturels
Certaines parties du territoire communal sont susceptibles d’être affectées par le risque d’inondation par une crue à  débordement lent de cours d'eau, notamment la Gélise, l'Auzoue et la Gueyze. La commune a été reconnue en état de catastrophe naturelle au titre des dommages causés par les inondations et coulées de boue survenues en 1982, 1992, 1993, 1999, 2000, 2003 et 2020,.
Réaup-Lisse est exposée au risque de feu de forêt. Depuis le 20 avril 2016, les départements de la Gironde, des Landes et de Lot-et-Garonne disposent d’un règlement interdépartemental de protection de la forêt contre les incendies. Ce règlement vise à mieux prévenir les incendies de forêt, à faciliter les interventions des services et à limiter les conséquences, que ce soit par le débroussaillement, la limitation de l’apport du feu ou la réglementation des activités en forêt. Il définit en particulier cinq niveaux de vigilance croissants auxquels sont associés différentes mesures,.
Les mouvements de terrains susceptibles de se produire sur la commune sont des affaissements et effondrements liés aux cavités souterraines (hors mines), des glissements de terrain et des tassements différentiels. Afin de mieux appréhender le risque d’affaissement de terrain, un inventaire national permet de localiser les éventuelles cavités souterraines sur la commune.

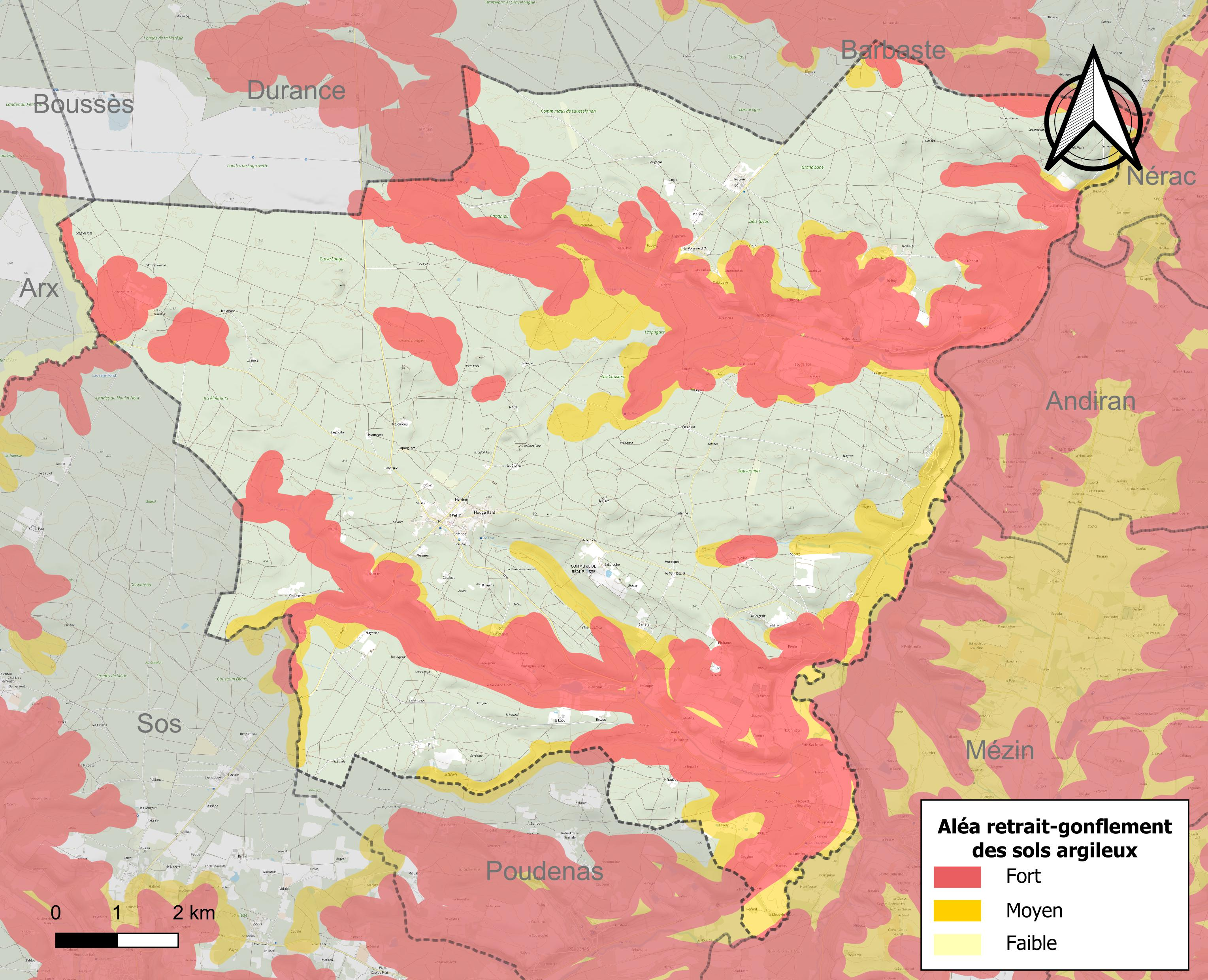
Carte des zones d'aléa retrait-gonflement des sols argileux de Réaup-Lisse.

Le retrait-gonflement des sols argileux est susceptible d'engendrer des dommages importants aux bâtiments en cas d’alternance de périodes de sécheresse et de pluie. 40 % de la superficie communale est en aléa moyen ou fort (91,8 % au niveau départemental et 48,5 % au niveau national). Depuis le 1er octobre 2020, en application de la loi ELAN, différentes contraintes s'imposent aux vendeurs, maîtres d'ouvrages ou constructeurs de biens situés dans une zone classée en aléa moyen ou fort,.
Concernant les mouvements de terrains, la commune a été reconnue en état de catastrophe naturelle au titre des dommages causés par la sécheresse en 1991, 2003, 2005, 2009 et 2011 et par des mouvements de terrain en 1999 et 2020.

## Toponymie
Le nom "Réaup" viendrait du latin Rivus albus (rivière blanche), donnant en gascon "Arriu aub", prononcé d'abord "Arriw awp". Les derniers locuteurs gascons prononçaient "Réhàwt".
Réaup-Lisse étant en Gascogne, la plupart des lieux-dits y sont explicables par le gascon, par exemple Castagnès (Châtaigniers), Bouheben (Souffle-vent), la Baquère (la Vachère), le Rey (le Roi), Guillemont (Guilhemon, petit Guilhem)...

## Histoire
Une étape du Tour de France 2000 est passé par le village.

## Politique et administration
| Période                                  | Période   | Identité        | Étiquette     | Qualité                      |
| ---------------------------------------- | --------- | --------------- | ------------- | ---------------------------- |
| mars 1971                                | mars 2001 | Jean Bousquet   | Apparenté PCF |                              |
| mars 2001                                | mars 2008 | Annie Forasté   | PCF           | Retraitée fonction communale |
| mars 2008                                | mars 2014 | Jacky Naille    | PCF           | Retraité                     |
| mars 2014                                | En cours  | Pascal Legendre | DVD           |                              |
| Les données manquantes sont à compléter. |           |                 |               |                              |

## Démographie
L'évolution du nombre d'habitants est connue à travers les recensements de la population effectués dans la commune depuis 1800. Pour les communes de moins de 10 000 habitants, une enquête de recensement portant sur toute la population est réalisée tous les cinq ans, les populations de référence des années intermédiaires étant quant à elles estimées par interpolation ou extrapolation. Pour la commune, le premier recensement exhaustif entrant dans le cadre du nouveau dispositif a été réalisé en 2006.

En 2022, la commune comptait 594 habitants, en évolution de −1,66 % par rapport à 2016 (Lot-et-Garonne : −0,18 %, France hors Mayotte : +2,11 %).
| 1800 | 1806 | 1821 | 1831 | 1836 | 1841 | 1846 | 1851 | 1856 |
| ---- | ---- | ---- | ---- | ---- | ---- | ---- | ---- | ---- |
| 927  | 866  | 941  | 909  | 860  | 929  | 941  | 876  | 923  |

| 1861 | 1866 | 1872 | 1876 | 1881 | 1886 | 1891 | 1896 | 1901 |
| ---- | ---- | ---- | ---- | ---- | ---- | ---- | ---- | ---- |
| 877  | 884  | 856  | 830  | 823  | 812  | 882  | 767  | 783  |

| 1906 | 1911 | 1921 | 1926 | 1931 | 1936 | 1946 | 1954 | 1962 |
| ---- | ---- | ---- | ---- | ---- | ---- | ---- | ---- | ---- |
| 767  | 725  | 617  | 634  | 616  | 572  | 527  | 451  | 448  |

| 1968 | 1975 | 1982 | 1990 | 1999 | 2006 | 2011 | 2016 | 2021 |
| ---- | ---- | ---- | ---- | ---- | ---- | ---- | ---- | ---- |
| 410  | 478  | 450  | 491  | 523  | 571  | 589  | 604  | 598  |

| 2022 | - | - | - | - | - | - | - | - |
| ---- | - | - | - | - | - | - | - | - |
| 594  | - | - | - | - | - | - | - | - |

## Lieux et monuments
- Château de Lisse ;
- Église Saint-Barthélemy de Lisse. Elle est inscrite à l'Inventaire général du patrimoine culturel[30].
- Église Notre-Dame de Cieuse. Elle est inscrite à l'Inventaire général du patrimoine culturel[31].
- Église Saint-Laurent de Réaup. Elle est inscrite à l'Inventaire général du patrimoine culturel[32].
- Église Saint-Julien de La Baquère. Elle est inscrite à l'Inventaire général du patrimoine culturel[33].
- Prieuré de Chartreux[34] ;
- Cromlech des « Neuf pierres »[35],[36], lieu réputé du sabbat des sorcières de la région et légendes d'un trésor enfoui[37].

## Personnalités liées à la commune
- Louis Dutilh de La Tuque (1794-1869) Député du Lot-et-Garonne de 1842 à 1848, il fut maire de Lisse.
- Jean-Marie Gourio né en 1956, ( écrivain, scénariste, auteur des Brèves de Comptoir) a passé une grande partie de son enfance à Réaup-Lisse et a été élève à l'école.